# هاريس فولكنير
هاريس فولكنير (بالإنجليزية: Harris Faulkner)‏ هي مقدمة تلفزيونية أمريكية، ولدت في 13 أكتوبر 1965 في أتلانتا في الولايات المتحدة.

## وصلات خارجية
- الموقع الرسمي